# Mùa đông Bắc Mỹ 2022–23
Mùa đông Bắc Mỹ 2022–23 bắt đầu vào ngày đông chí diễn ra vào ngày 21 tháng 12 năm 2022 và sẽ kết thúc vào mùa xuân điểm phân sẽ diễn ra vào ngày 20 tháng 3 năm 2023. Dựa trên định nghĩa khí tượng, ngày đầu tiên của mùa đông bắt đầu vào ngày 1 tháng 12 và ngày cuối cùng sẽ là ngày 28 tháng 2. Tuy nhiên, các cơn bão mùa đông có thể xảy ra bên ngoài những giới hạn này.

## Dòng thời gian
Ở đây, bão được gọi theo thời gian hoạt động và được viết như sau: Nov 9–11, đó có nghĩa là cơn bão đó hoạt động từ ngày 9 đến ngày 11 tháng 11.

## Tên bão
Các cơn bão trong mùa được đặt tên (nhưng không chính thức) bởi The Weather Channel (TWC).
Ghi chú: Bài viết này chỉ liệt kê những cơn bão mùa đông đáng chú ý trong mùa, những cơn bão này tên sẽ được in đậm trong bảng danh sách. Những cái tên còn lại có thể đã được sử dụng, nhưng những cơn bão đó có tác động không đáng kể, không được ghi lại trong bài viết.
| - Alejandra - Beck - Carli - Diaz - Elliott - Fernando - Gael | - Hudson - Iggy - Jimenez - Kassandra - Leona - Mara - Nova | - Olive - Piper - Quest - Ricardo - Sage - Taylor - Uriel | - Vanessa - Wayne - Yvette - Zariah |